# برخورد در شب
برخورد در شب (انگلیسی: Clash by Night) یک فیلم درام آمریکایی به کارگردانی فریتس لانگ است که در سال ۱۹۵۲ منتشر شد. فیلمنامه را، «آلفرد هِیز» بر پایهٔ نمایشنامه‌ای به همین نام اثر کلیفورد اودتس نوشته است.
برخورد در شب، اولین فیلمی است که نامِ مریلین مونرو در عنوان‌بندی آغازین، پیش از عنوانِ اصلیِ خودِ فیلم نمایش داده می‌شود. در حین تصویربرداری این فیلم، تصاویر برهنه مریلین مونرو در قالب یک تقویم دیواری منتشر گردید و موجب شد تا خیلِ عظیمی از خبرنگاران در محل فیلم‌برداری حضور یابند که این موضوع، باعثِ مزاحمت و از دست‌رفتنِ تمرکز گروه فیلم‌ساز گردید.
وبگاه اینترنتی راتن تومیتوز بر اساس نظر ۱۵ منتقد سینما، نمره نسبی ۷۳٪ را به این فیلم داده است.

## بازیگران
- باربارا استانویک
- پال داگلاس
- رابرت رایان
- مریلین مونرو
- کیث اندیز
- جی. کارول نایش
- تونی مارتین
- ماریو سیلتی
- سیلویو مینچوتی
- جولیوس تانن